# Enrichissement sans cause
En droit civil, l'institution de l'enrichissement sans cause (aussi appelé enrichissement illégitime, enrichissement injustifié ou action de in rem verso sous l'influence d'Aubry et Rau[réf. nécessaire]), consiste à  permettre à une personne qui se sera acquittée sans raison d'une obligation, et qui se sera donc appauvrie, de demander à être remboursée par celui qui s'est enrichi à son détriment. Ainsi, nul ne peut s'enrichir aux dépens d'autrui.

## Histoire

### Droit romain
Le droit romain connaissait déjà la notion d'enrichissement sans cause, lorsque le patrimoine d'une personne s'est enrichi au détriment de celui d'une autre personne sans qu'il y ait une cause juridique valable au maintien de cet enrichissement. Ces cas étaient résolus par une condictio, prenant plusieurs formes en fonction du mode d'enrichissement usé. Ainsi, le Digeste précisait :
« Iure naturae aequum est neminem cum alterius detrimento et iniuria fieri locupletiorem »
— D. 50.17.206.
        
« Selon la loi de la nature, il est juste que personne ne s’enrichisse à cause de la perte ou du préjudice d’autrui »

### Temps moderne
Pour les juristes de l'École de Salamanque, comme Tomás de Mercado, l'interdiction de l'enrichissement sans cause trouve sa source directement dans le droit naturel, et dans le principe de justice commutative qui en est également tiré. Ainsi, elle trouvait à s'appliquer à l'ensemble du droit relatif à la propriété et aux contrats, et eut un grand impact sur les réflexions des théologiens et juristes sur les contrats de prostitution.

## Par pays

### France
La notion d'enrichissement sans cause a été reconnue par la Cour de cassation en 1892. Elle est bien évidemment préexistante sous forme de principes généraux (toute peine mérite salaire, etc.) et la cour grave dans le marbre cet état de droit. À l'occasion d'une large réforme en 2016 ce droit est codifié sous l'appellation « enrichissement injustifié » aux articles 1303 à 1303-4 du Code civil. Il faut souligner qu'il s'agit d'un quasi-contrat et non d'une convention, il en découle de nombreuses conséquences logiques, comme l'absence de recherche de consentement. 

### Europe
Cette notion d'enrichissement sans cause se décline en Europe dans les principes communautaires de droit.

### Québec (Canada)
En droit québécois, l'enrichissement injustifié est codifié aux articles 1493 à 1496 du Code civil du Québec. Un arrêt de principe concernant l'enrichissement sans cause est la décision Cie Immobilière Viger c. L. Giguère Inc.  de la Cour suprême du Canada.

### Suisse
L'enrichissement illégitime (allemand ungerechtfertigte Bereicherung) est prévue aux articles 62 à 67 du Code des obligations, dès son adoption en 1912.

### Common law
La common law possède une institution similaire, qu'elle nomme unjust enrichment.